# تینتین مارکز
بارتولوم مارکز لوپز (اسپانیایی: Tintín Márquez‎؛ زادهٔ ۷ ژانویهٔ ۱۹۶۲) بازیکن سابق اهل و مربی اهل فوتبال اسپانیا است.
از باشگاه‌هایی که در آن بازی کرده‌است می‌توان به باشگاه فوتبال اسپانیول، باشگاه ورزشی اروپا، و باشگاه فوتبال سابادل اشاره کرد. وی همچنین در تیم ملی فوتبال زیر ۲۱ سال اسپانیا بازی کرده‌است. وی تیم ملی فوتبال قطر را قهرمان جام ملت‌های آسیا ۲۰۲۳ کرد.

## افتخارات
- قهرمانی در جام ملت‌های آسیا ۲۰۲۳ با تیم ملی فوتبال قطر

## آمار سرمربیگری
تا تاریخ ۱۲ ژانویه ۲۰۲۴
| تیم         | کشور    | از             | تا             | رکورد      | رکورد | رکورد | رکورد | رکورد  | رکورد    | رکورد    | رکورد    |
| تیم         | کشور    | از             | تا             | تعداد بازی | برد   | مساوی | باخت  | گل زده | گل خورده | تفاضل گل | درصد برد |
| ----------- | ------- | -------------- | -------------- | ---------- | ----- | ----- | ----- | ------ | -------- | -------- | -------- |
| اسپانیول بی | اسپانیا | ۱۹ اکتبر ۲۰۰۲  | ۳۰ ژوئن ۲۰۰۴   | ۷۷         | ۳۰    | ۱۷    | ۳۰    | ۱۱۱    | ۱۰۸      | ۳+       | ۰۳۹      |
| اسپانیول    | اسپانیا | ۳ ژوئن ۲۰۰۸    | ۳۰ نوامبر ۲۰۰۸ | ۱۵         | ۴     | ۴     | ۷     | ۱۵     | ۲۱       | ۶−       | ۰۲۷      |
| کاستیون     | اسپانیا | ۱۴ اکتبر ۲۰۰۹  | ۶ آوریل ۲۰۱۰   | ۲۴         | ۵     | ۸     | ۱۱    | ۲۲     | ۳۲       | ۱۰−      | ۰۲۱      |
| اوپن        | بلژیک   | ۶ ژوئیه ۲۰۱۲   | ۳۱ مارس ۲۰۱۵   | ۱۱۲        | ۵۷    | ۲۷    | ۲۸    | ۱۹۲    | ۱۱۷      | ۷۵+      | ۰۵۱      |
| سنت ترویدنس | بلژیک   | ۱ ژوئیه ۲۰۱۷   | ۷ اوت ۲۰۱۷     | ۲          | ۱     | ۰     | ۱     | ۳      | ۴        | ۱−       | ۰۵۰      |
| الوکره      | قطر     | ۳۱ ژانویه ۲۰۱۸ | ۶ دسامبر ۲۰۲۳  | ۱۱۷        | ۴۳    | ۲۸    | ۴۶    | ۱۷۸    | ۱۸۷      | ۹−       | ۰۳۷      |
| قطر         | قطر     | ۶ دسامبر ۲۰۲۳  | تا به حال      | ۳          | ۲     | ۰     | ۱     | ۷      | ۲        | ۵+       | ۰۶۷      |
| کل حرفه     | کل حرفه | کل حرفه        | کل حرفه        | ۳۴۹        | ۱۴۱   | ۸۴    | ۱۲۴   | ۵۲۸    | ۴۷۱      | ۵۷+      | ۰۴۰      |